# Shin Megami Tensei
Shin Megami Tensei (真・女神転生?  "Den sanna gudinnans återfödelse") är ett postapokalyptiskt datorrollspel som utvecklades och släpptes av Atlus till Super Famicom den 30 oktober 1992 i Japan. Därefter har det porterats till flera plattformar, men gavs inte ut utanför Japan förrän den 18 mars 2014, då Atlus USA gav ut det till IOS i Nordamerika på engelska. Spelet är den första delen i Shin Megami Tensei-serien, som är en del av den större serien Megami Tensei. År 1994 släpptes uppföljaren Shin Megami Tensei II; senare samma år släpptes Shin Megami Tensei if..., ett spel som handlar om vad som kunde ha hänt om händelserna i Shin Megami Tensei hade förlöpt annorlunda.
Spelupplägget liknar det i övriga spel i serien, och består av att spelaren tar sig genom labyrintiska områden, och slåss både med och mot demoner. Spelaren kan även smälta samman flera av sina allierade demoner för att bilda nya, starkare demoner. Berättelsen följer Kazuya, en tonårspojke som bor i grannskapet Kichijōji i Tokyo, och som tillsammans med sina kompanjoner Yuka, Yuji och Takeshi blir indragen i en maktkamp mellan å ena sidan änglar, USA:s militär och Messiasorden, och å andra sidan demoner, Japans självförsvarsstyrkor och Gaea-ringen.
Spelet utformades som en antites till fantasy-verk såsom Sagan om ringen och Dungeons & Dragons. Det producerades av Yōsuke Niino, komponerades av Tsukasa Masuko, och programmerades av bland andra Cozy Okada. Figurerna designades och tecknades av Kazuma Kaneko, som var involverad i de flesta aspekterna av spelets utveckling, bland annat dess planering, utformningen av spelvärlden, och den visuella designen. Spelet har till stor del fått positiv kritik - särskilt Super Famicom-versionen - både i Japan och internationellt. Playstation-versionen var 2001 års 119:e bäst säljande datorspel i Japan.

## Spelupplägg
I Shin Megami Tensei tar spelaren rollen som en tonårspojke som med hjälp av ett datorprogram kan kommunicera med demoner. Spelupplägget liknar det i övriga spel i serien: spelet styrs i första person, och består av att spelaren tar sig genom dungeons - labyrintiska områden - och slåss mot demoner. Strider är turordningsbaserade, och består av att spelaren låter figurerna i sin trupp attackera med svärd eller skjutvapen, frambesvärja demoner, eller använda magi; både demoner och människor - förutom spelarfiguren - kan använda magi. Genom att delta i strider får de mänskliga figurerna i spelarens trupp erfarenhetspoäng, vilket leder till att deras nivåer ökar.
Spelaren kan även välja att tala med demoner istället för att slåss, för att be dem om föremål eller pengar, för att försöka få dem att ge sig iväg, eller för att försöka bilda en allians med dem. Spelaren kan vid vissa platser, kallade "Cathedral of Shadows", smälta samman flera allierade demoner med varandra för att bilda en enda kraftfullare demon; då demoner inte får erfarenhetspoäng genom att delta i strider är detta det enda sättet att öka deras styrka. Magnetit används som bränsle till spelarens allierade demoner, och används upp av de demoner spelaren har frambesvärjda efter hand som han eller hon vandrar omkring i spelets dungeons; om spelaren får slut på magnetit börjar demonerna ta skada och kan dö.
Beroende på de val spelaren gör i spelet förändras spelarfigurens livsåskådning; de olika åskådningar som finns är "lag", "kaos" och "neutralitet". Detta påverkar hur spelets handling förflyter, men också bland annat hur demoner behandlar spelaren: om spelarens livsåskådning exempelvis är "kaos" vägrar demoner vars livsåskådning är "lag" att bilda en allians med spelaren. Dessutom släpps spelaren inte in i vissa områden beroende på dennes livsåskådning; exempelvis släpper Messiasordens kyrkor inte in spelare vars livsåskådning är "kaos".

## Handling

### Miljö och figurer
Till skillnad från flera datorrollspels fantasy- eller science fiction-miljöer utspelar sig Shin Megami Tensei i ett postmodernt Tokyo, först år "199X", och sedan 30 år senare i en postapokalyptisk version av staden. En forskare har undersökt parallella världar, och har råkat öppna en reva till en annan värld, vilket tillåter demoner att invadera Tokyo; genom att använda ett datorprogram kan människor kommunicera med dem, förvara dem inuti datorer, och frambesvärja dem.
Spelet inkluderar fyra "hjältar": spelarfiguren och "hjälten" Kazuya, en tonårspojke som bor med sin mor i grannskapet Kichijōji i Tokyo; "hjältinnan" Yuka, som leder en motståndsrörelse för att försvara Tokyo; samt "lag-hjälten" Yuji och "kaos-hjälten" Takeshi, som representerar livsåskådningarna "lag" respektive "kaos". Bland andra figurer finns ambassadör Thorman (トールマン Tōruman?) och general Gotou (ゴトウ?), som leder USA:s militär respektive Japans självförsvarsstyrkor; ärkeängeln Mikael (ミカエル Mikaeru?) och demonen Asura-ou (アスラおう?), som leder Messiasorden respektive Gaea-ringen; samt demonerna Lilith (リリス Ririsu?) och Lucifer (ルシファー Rushifā?), som går under namnen Yuriko (由利子?) respektive Louis Cyphre (ルイ・サイファー Rui Saifā?).

### Intrig
Spelet börjar med att Kazuya drömmer att han vandrar genom en korridor, där han möter en korsfäst man vid namn Yuji, och en man vid namn Takeshi som torteras av demoner. Han tar dem med sig och möter en kvinna vid namn Yuriko, som lovar att bli Kazuyas partner. Kazuya vaknar, och ser att han har fått ett e-postmeddelande innehållande ett datorprogram för att frambesvärja demoner; han laddar ned det till sin bärbara dator, och går sedan ut på ett ärende åt sin mor. Medan han är iväg får han reda på att en forskare har råkat öppna en portal till Avgrunden, vilket har lett till att demoner har tagit sig till Tokyo. Han möter även Yuriko, som säger att hon ska fullborda löftet genom att bryta Kazuyas band till "den andra". Nästa natt drömmer Kazuya återigen att han möter Yuji och Takeshi. De stöter på en präst och två vakter som just ska offra en kvinna vid namn Yuka i en ritual; de räddar henne, och drömmen tar slut. Nästa dag möter han Yuji och Takeshi på riktigt, som hade samma drömmar som Kazuya. Nyheterna om demonerna sprids, och USA:s militär, under ledning av ambassadör Thorman, bestämmer sig för att försöka göra sig av med dem. Japans självförsvarsstyrkor, under ledning av general Gotou, motsätter sig detta, och ser demonerna som "landets uråldriga andar". En tredje grupp, ledd av Yuka, försöker förhindra stridigheter mellan de två övriga grupperna. Trots försök att hålla sig gömd blir Yuka tillfångatagen av Gotous styrkor; hon förs iväg för att avrättas offentligt under överseende av Yuriko, som säger att när Yuka har dödats kommer Yuriko och Kazuya att kunna vara tillsammans för evigt. Kazuya, Yuji och Takeshi lyckas frita Yuka, som blir en del av Kazuyas sällskap. Spelaren kan välja att stödja Thorman eller Gotou, eller att förkasta bägge två; oavsett vad spelaren väljer eskalerar konflikten, tills Thorman avfyrar missiler mot Tokyo. Yuka räddar Kazuya, Yuji och Takeshi genom att med magi skicka dem till ett annat existensplan, men blir själv dödad.
När de återvänder till Tokyo märker de att 30 år har passerat och att världen har fallit offer för krig. Både demoner och människor bor i ruinerna av Tokyo, och två grupper har formats från resterna av de amerikanska trupperna i Tokyo och Japans självförsvarsstyrkor: Messiasorden respektive Gaea-ringen. De två grupperna är i strid med varandra. Messiasorden följer livsåskådningen "lag", och vill nå frälsning med Guds tusenårsrike; Gaea-ringen följer livsåskådningen "kaos", vill ha frihet, och ser Guds rike som en diktatur. Messiasorden har börjat konstruera en jättelik katedral för att med den kunna frambesvärja Gud; samtidigt planerar Gaea-ringen att frambesvärja Lucifer från Avgrunden. När Kazuya utforskar staden möter han Yuka, som på grund av sitt starka band till Kazuya har blivit pånyttfödd. Hon går med i spelarens trupp, som fortsätter utforska Tokyo, tills Takeshi smälter sig samman med en demon för att bli starkare, och lämnar gruppen. Kazuya, Yuka och Yuji fortsätter utan honom, men blir anfallna av en demon. Yuji blir dödad, varefter demonen tar hans själ. Takeshi går med i Gaea-ringen, medan Messiasorden får Yujis själ att återfödas för att bli deras nya Messias. Båda försöker få Kazuya att gå med deras respektive sida; spelaren kan välja att stödja en av dem, eller att förkasta båda. Oavsett vad spelaren väljer fullbordas Messiasordens katedral, som får en syndaflod att frammanas, vilken dränker alla i Tokyo som inte var inne i katedralen. Överlevande sätter upp läger i katedralen: Messiasorden tar kontroll över de övre våningarna, medan Gaea-ringen tar kontroll över källarvåningarna.
Efter detta förflyter handlingen olika beroende på Kazuyas livsåskådning: om den är "lag" blir Yuji dödad i en strid med Takeshi, medan Kazuya och Yuka måste bege sig till källaren och döda Gaea-ringens ledare, demonen Asura-ou. På väg dit möter de Takeshi, och tvingas döda honom. De blir även tvungna att slåss mot Yuriko, som visar sig vara demonen Lilith i förklädnad; hon kallar Kazuya för den bibliske Adam, och säger att hon ville skapa en ny tidsålder och leva för evigt tillsammans med honom, och att det var därför hon försökte avrätta Yuka. Efter att ha besegrat Lilith i strid och dödat Asura-ou beger Kazuya och Yuka sig till katedralens tak och ser soluppgången över det översvämmade Tokyo. De möter en budbärare från Gud som tackar dem för att ha berett väg åt Gud, men säger att det finns icke-troende som måste räddas. Om Kazuyas livsåskådning istället är "kaos" måste han och Yuka bege sig till den översta våningen och döda Messiasordens ledare, ärkeängeln Mikael, och på vägen dit tvingas döda Yuji; även Takeshi dör som följd av att ha burit en magisk ring på sitt finger. På taket möter de Lucifer, som säger att en ny era ska börja, där de gamla gudar som Gud har förvisat kan leva bland människor, och där både demoner och människor är fria. Han varnar att Gud fortfarande är vid liv, och flyger sedan iväg i natthimlen. Om Kazuya istället är neutral måste han och Yuka döda både Asura-ou och Mikael, och på väg till dem döda både Takeshi och Yuji, samt slåss mot Lilith. På taket möter de Lao Zi, som tackar dem och säger att det finns gott i både lag och kaos, men att det krävs balans mellan dem för att uppnå lycka. Han säger att konflikten är över, men att det finns många människor som inte vet vart de ska ta vägen; han ber Kazuya och Yuka att leda mänskligheten till en ny framtid som varken beror på Gud eller demoner. Oavsett Kazuyas livåskådning visas några korta scener, däribland en där Yuriko säger att hon vill träffa honom igen. Spelet slutar med att Yuka säger att de som har dött kommer att återfödas, och att det är tid för skapande och återuppbyggande.

## Utveckling
Spelet utvecklades av Atlus till Super Famicom. Det producerades av Yōsuke Niino, programmerades av bland andra Cozy Okada, och komponerades för av Tsukasa Masuko. Kazuma Kaneko var involverad i de flesta aspekter av spelets utveckling, såsom planeringen, utformning av spelvärlden, spelets visuella design, figurdesignen och skapandet av själva grafiken.
Shin Megami Tensei utformades som en antites till fantasy-verk såsom Sagan om ringen och Dungeons & Dragons. Enligt Kaneko var "alla datorrollspel på den tiden baserade på fantasy"; han undrade varför inga rollspel utspelar sig i en modern värld, och bestämde sig för att göra ett sådant. Han störde sig även på att huvudfigurerna i rollspel ofta porträtteras som "speciella". Han sade att det är som att säga att "man bara kan lyckas om man är från en rik familj", och att han inte stod ut med det; konceptet för Megami Tensei-serien är att vem som helst kan bli en hjälte om de får möjligheten och har mod nog att göra sitt bästa. Gudar, demoner och händelser i spelet är metaforer för verkliga sociala strukturer. Huvudfigurerna i Shin Megami Tensei växer som personer efter hand som de kommer över den ångest och ilska de känner mot samhället genom att stå emot normer; Kaneko kallar därför spelserien för "en hårdrockstolkning av Pinocchio".

### Figurdesign
När Kaneko designade demoner till spelet efterforskade han först hur de framställs i legender och i folklore, och formgav dem sedan, ibland enligt hur de traditionellt framställs, och ibland i form av en modern tolkning. Grafiken för de flesta av spelets demoner tecknades direkt i form av sprites utan concept art, för att säkerställa att designen och grafiken skulle fungera inom Super Famicoms hårdvarubegränsningar. För viktiga figurer, och för demoner som det var säkert att spelaren skulle möta, gjordes dock concept art först. Flera demoner utformades så att delar av deras grafik skulle kunna återanvändas; exempelvis används kroppen från demonen Kerberos även till demonerna Shanhui och Nue, med annan färgläggning.
Vissa figurer, såsom Stephen och general Gotou, baserades på verkliga personer; i spelfilerna markeras de som "hoking" respektive "mishima". Kazuya, Yuka, Yuji, Takeshi och Lilith hade under utvecklingen arbetsnamnen Futsuo, Futsuko, Yoshio, Waruo respektive Waruko. Kazuyas och Yukas kläder designades för att vara futuristiska; Yuka designades för att vara en beskyddare, med kläder som inspirerades av utrustning till amerikansk fotboll. Yuji och Takeshi har till att börja med "ganska vardagliga" kläder. Takeshi designades för att se osofistikerad ut, med dålig hållning och militärkläder. Efter att de har genomgått metamorfos har Yuji på sig kläder som efterliknar prästerliga dräkter; Kaneko hade ingen konkret form i åtanke, men tyckte att de var "Gucci-aktiga". Takeshis kläder efter hans metamorfos efterliknar figuren Piccolo från manga-serien Dragon Ball. Hans frisyr baserades på håret hos en super saiyan i Dragon Ball. Atlus övervägde att låta honom förvandlas fram och tillbaka mellan människa och demon; den här idén användes inte i Shin Megami Tensei, men ledde till det senare spelet Digital Devil Saga.

### Portering

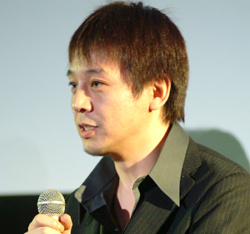
Hitoshi Sakimoto arrangerade musiken i PC Engine-versionen.

En kort tid efter att spelet gavs ut till Super Famicom porterades det till PC Engine; den här porteringen hade inga större förändringar jämfört med Super Famicom-versionen, men inkluderade röstklipp i spelets drömsekvenser. Musiken i den här versionen arrangerades av Hitoshi Sakimoto. Spelet porterades sedan till Mega-CD av SIMS Co., Ltd.; den här versionen innehåller bland annat omgjord och mer detaljerad grafik, figurporträtt som visas under konversationer i spelet, ett större typsnitt som möjliggör användandet av kanji-tecken, och ny grafik som används i vissa röstskådespelade berättelsesektioner.
I samband med att Shin Megami Tensei III: Nocturne tillkännagavs började Atlus att ge ut de första Shin Megami Tensei-spelen igen, först till Playstation; den här versionen har bland annat ett uppdaterat användargränssnitt som liknar det i uppföljaren Shin Megami Tensei II, mer detaljerade bakgrunder och omgjorda texturer, stöd för kanji-tecken, och möjligheten att spela spelet på en lägre svårighetsgrad. Spelet släpptes även till Game Boy Advance, med grafik liknande den i Playstation-versionen, men utan möjligheten att spela på den lägre svårighetsgraden. Spelet porterades senare till IOS, med grafik från Game Boy Advance-versionen och musik från Playstation-versionen. De flesta versioner av spelet har censurerats något: vakterna vid en offerritual i en drömsekvens i spelet är nakna i Mega-CD- och PC Engine-versionerna, men har kläder på sig i övriga versioner.

### Lokalisering
Spelet gavs till att börja med inte ut internationellt på grund av dess kontroversiella innehåll. En inofficiell patch med en engelskspråkig översättning fanns tillgänglig, men spelet gavs inte ut officiellt utanför Japan förrän 2014, då Atlus USA gav ut IOS-versionen i Nordamerika på engelska. Enligt Nich Maragos, redaktören för den engelskspråkiga versionen av Shin Megami Tensei, var det redan för sent att lokalisera Playstation- och Game Boy Advance-versionerna av spelet när Megami Tensei-serien hade "fått fart" i USA; Atlus USA har normalt sett inte intresse av att lokalisera mobilspel, men såg IOS-versionen av spelet som en perfekt möjlighet att fylla igen en av luckorna i serien. Lokaliseringsprojektet var långsamt till en början, då det tog tid att extrahera filerna från spelet, så teamet började med att spela spelet för att ta reda på vilka typer av dialogtext och systemmeddelanden som fanns. Efter att ha tagit emot filerna översatte de texten, som skickades till redaktörerna. Den redigerade texten skickades tillbaka till översättarna, som kontrollerade att inget hade gått förlorat i översättningen; därefter lades texten in i spelet. En utmaning för dem var begränsningar kring hur lite text som kan visas åt gången: fyra rader med 28 tecken vardera, vilket vid vissa tillfällen var tvunget att begränsas ytterligare för att grafiken inte skulle flimra. Det löste sig då de hade möjligheten att lägga till textrutor i de fall då texten blev för lång.
Senare spel i Megami Tensei-serien, som lokaliserades före Shin Megami Tensei, påverkade hur de valde att lokalisera spelet, då flera av de senare spelen i serien innehåller termer eller citat från Shin Megami Tensei. Exempelvis kallas katastrofen i Shin Megami Tensei "The Great Cataclysm" i det senare spelet Devil Summoner: Raidou Kuzunoha vs. The Soulless Army, medan spelen Persona 4 och Shin Megami Tensei IV innehåller flera citat respektive termer från Shin Megami Tensei. De redan översatta citaten i Persona 4 återanvändes ordagrant i lokaliseringen av Shin Megami Tensei.

## Lansering
Shin Megami Tensei gavs först ut av Atlus till Super Famicom den 30 oktober 1992 i Japan. Spelet gavs även ut till PC Engine den 25 december 1993, Mega-CD den 25 februari 1994, till Playstation den 31 maj 2001, till Game Boy Advance den 28 mars 2003, till IOS den 23 februari 2012, och till Android den 1 november 2012. IOS-versionen gavs ut i Nordamerika på engelska den 18 mars 2014. Super Famicom- och Playstation-versionerna har även givits ut digitalt: Super Famicom-versionen via tjänsten Virtual Console till konsolerna Wii och Wii U den 13 februari 2007 respektive den 3 juli 2013; och Playstation-versionen via Playstation Network till konsolerna Playstation 3 och Playstation Portable den 14 juli 2010, samt till Playstation Vita den 28 augusti 2012.
Den japanska organisationen Computer Entertainment Rating Organization har givit spelet åldersrekommendationen A, vilket innebär att det rekommenderas för alla åldrar.

## Mottagande
| Mottagande      | Mottagande                                                |
| Samlingsbetyg   | Samlingsbetyg                                             |
| Tjänst          | Betyg                                                     |
| --------------- | --------------------------------------------------------- |
| Gamerankings    | 75,50% (SFC) 72,86% (IOS)                                 |
| Metacritic      | 72/100 (IOS)                                              |
| Recensionsbetyg |                                                           |
| Publikation     | Betyg                                                     |
| Famitsu         | 36/40 (SFC) 25/40 (PCE) 28/40 (MD) 30/40 (PS) 27/40 (GBA) |
| Gamezebo        | (IOS)                                                     |
| Touch Arcade    | (IOS)                                                     |
| RPGFan          | 81% (SFC) 80% (IOS)                                       |
| Pocket Gamer    | 8/10 (IOS)                                                |
| Metro           | 5/10 (IOS)                                                |

Spelet har till stor del fått positiv kritik. Recensionssammanställnings-sidorna Gamerankings och Metacritic gav IOS-versionen betygen 72,86% respektive 72/100, baserat på sju respektive åtta recensioner. Gamerankings gav dessutom Super Famicom-versionen betyget 75,50%, baserat på två recensioner. Den japanska speltidningen Famitsu gav Super Famicom-versionen betyget 36/40, PC Engine-versionen 25/40, Mega-CD-versionen 28/40, Playstation-versionen 30/40, och Game Boy Advance-versionen 27/40 i deras recensioner.
Webbsidan Touch Arcade sade att de älskade spelet, och att det var ett av deras favoritrollspel på IOS, men också att spelet är oerhört dåligt på att förklara saker, bland annat hur systemet med att spara sina framsteg fungerar. Även Pocket Gamer tyckte att spelet inte förklarar saker tillräckligt. Som exempel sade de att det inte var nog med att spelet inte visar vägen från punkt A till punkt B - ofta berättas inte ens var spelaren ska leta efter punkt B. RPGFan höll med, och sade att det inte är ovanligt att spelaren vandrar omkring och undrar vart han eller hon ska ta vägen. Webbsidan Gamezebo tyckte inte att stridssystemet var särskilt spännande, men uppskattade hur konversationssystemet och demonfusion tillförde element av risk och belöning. Den brittiska tidningen Metro sade att spelet är mer underhållande än de flesta rollspel från dess period. Gamezebo tyckte att de virtuella knapparna på pekskärmen i IOS-versionen var klumpiga att använda, medan Pocket Gamer tyckte att gränssnittet fungerade ganska bra när skärmen hålls horisontellt, och RPGFan ansåg gränssnittet vara utmärkt. Både Gamezebo och Touch Arcade önskade att spelet hade varit en "universell applikation" som kunde spelas på andra enheter än Iphone och Ipod Touch utan att grafiken skalas upp.
Flera recensenter uppskattade spelets berättelse. Gamezebo sade att den var en aspekt av spelet som verkligen stod ut positivt, och poängterade särskilt hur bra de tyckte att den engelskspråkiga översättningen var. Touch Arcade kallade berättelsen för en av spelets styrkor, och sade att den imponerade, trots att den vid flera tillfällen var något klumpig. Metro uppskattade att spelet undviker vanliga rollspelsklichéer, exempelvis genom att utspela sig i ett modernt Japan istället för i en "Tolkien-aktig fantasy-värld", och uppskattade dess "ohämmade historieberättande". RPGFan kallade berättelsen väldigt bra och makaber, samt förvånansvärt relevant även år 2014. Något de fann negativt var att spelets figurer utvecklas väldigt lite, samt att scener som normalt sett skulle vara gripande, såsom dödsscener, hanteras nonchalant. De ansåg den engelskspråkiga lokaliseringen vara bra generellt, men sade att det vid vissa tillfällen saknas mellanrum mellan ord.
Touch Arcade sade att grafiken är "bra men inte jättebra", men att det var förståeligt med tanke på hur gammalt spelet är, och sade att vissa av demondesignerna är "spektakulära konstverk". RPGFan sade att majoriteten av spelets grafik är "funktionell men inte särskilt tilltalande", och att det är lätt att gå vilse på grund av väggarnas och golvens intetsägande texturer. De uppskattade dock grafiken i striderna och berättelsektionerna, som de kallade vältecknade och detaljerade; de uppskattade designen för spelets kvinnliga figurer, och pekade ut Nekomata, Lamia och Yuriko som särskilt väldesignade, medan de ansåg de flesta manliga figurers design vara något intetsägande. Touch Arcade kallade spelets musik helt fantastisk. RPGFan sade att varje musikstycke passade in i den scen eller plats där den spelas, men att få av dem är minnesvärda, med undantag för stycket "Ginza"; de sade att det var så pass välkomponerat att det skulle låta bra oavsett vilket format det spelades upp i.

### Försäljning
Vid slutet av 2001 var Playstation-versionen årets 119:e bäst säljande datorspel i Japan, med 85 991 sålda exemplar. Game Boy Advance-versionen placerade sig däremot inte alls på den årliga topp 300-listan över bäst säljande datorspel i Japan under sitt debutår 2003.

## Musik
Spelets soundtrack komponerades av Tsukasa Masuko, och består av mörk och samtida musik, något som även förekommer i senare spel i serien. Bland de olika styckena finns ambient musik, rockmusik och progressiv rockmusik. Vissa stycken har ett gotiskt tema, däribland orgel-solot "Heretic Mansion".

### Shin Megami Tensei Law & Chaos Disc
Soundtrack-albumet Shin Megami Tensei Law & Chaos Disc gavs ut den 24 februari 1993 av Victor Entertainment. Det består av två skivor, varav den första innehåller musiken så som den låter i spelet, och den andra innehåller arrangemang av Tatsuya Nishiwaki, med Tatsuo Kato på gitarr, Tomohito Aoki på basgitarr och Kozo Suganuma på trummor.
| 1.           | Title Demo                        | 0:20  |
| 2.           | Title                             | 0:36  |
| 3.           | Dream                             | 1:37  |
| 4.           | Home                              | 1:14  |
| 5.           | Kichijouji                        | 0:49  |
| 6.           | Shopping Center                   | 0:29  |
| 7.           | Neutral                           | 0:40  |
| 8.           | Embassy                           | 1:57  |
| 9.           | Shop                              | 1:23  |
| 10.          | Terminal                          | 0:33  |
| 11.          | Palace of the Four Heavenly Kings | 1:21  |
| 12.          | Encounter                         | 1:06  |
| 13.          | Battle                            | 1:49  |
| 14.          | Level Up                          | 0:37  |
| 15.          | Law                               | 1:04  |
| 16.          | Ginza                             | 2:08  |
| 17.          | Heretic Mansion                   | 3:01  |
| 18.          | Fusion                            | 0:44  |
| 19.          | Shibuya                           | 0:45  |
| 20.          | Boss                              | 2:10  |
| 21.          | Game Over                         | 1:46  |
| 22.          | Castle Ruins                      | 2:02  |
| 23.          | Chaos                             | 0:21  |
| 24.          | Cathedral                         | 2:57  |
| 25.          | Epilogue                          | 1:57  |
| 26.          | Ending                            | 3:23  |
| Total längd: | Total längd:                      | 36:46 |

| 1.           | Apocalypse    | 2:19  |
| 2.           | Wandering     | 7:36  |
| 3.           | Heat Haze     | 6:49  |
| 4.           | Far-away      | 4:26  |
| 5.           | Eaves         | 5:18  |
| 6.           | Summon        | 3:18  |
| 7.           | Abandoned Sky | 3:25  |
| 8.           | Sublation     | 6:48  |
| Total längd: | Total längd:  | 39:59 |

### Shin Megami Tensei Sound Collection
Ett andra album, Shin Megami Tensei Sound Collection, gavs ut den 5 mars 2003 av SME Visual Works. Det innehåller musik från Playstation-versionerna av Shin Megami Tensei och Shin Megami Tensei II, Super Famicom-versionen av Shin Megami Tensei if..., samt från Shin Megami Tensei: Nine.
| 1.           | Demo                               | 0:20  |
| 2.           | Title                              | 0:41  |
| 3.           | Dream                              | 1:36  |
| 4.           | Home                               | 1:14  |
| 5.           | Pascal                             | 1:30  |
| 6.           | Kichijoji                          | 0:44  |
| 7.           | Shopping Center                    | 0:34  |
| 8.           | Neutral                            | 0:36  |
| 9.           | Embassy                            | 1:43  |
| 10.          | Shop                               | 1:31  |
| 11.          | Terminal                           | 0:29  |
| 12.          | Palace of the Four Heavenly Kings  | 1:34  |
| 13.          | Encounter                          | 0:38  |
| 14.          | Battle                             | 1:34  |
| 15.          | Level Up                           | 0:42  |
| 16.          | Law                                | 0:58  |
| 17.          | Ginza                              | 2:09  |
| 18.          | Heretic Mansion                    | 3:08  |
| 19.          | Fusion                             | 1:19  |
| 20.          | Shibuya                            | 3:03  |
| 21.          | Boss                               | 2:01  |
| 22.          | Game Over                          | 1:21  |
| 23.          | Castle Ruins                       | 1:56  |
| 24.          | Chaos                              | 0:36  |
| 25.          | Cathedral                          | 2:20  |
| 26.          | Epilogue                           | 1:37  |
| 27.          | Ending                             | 3:23  |
| 28.          | Evil People                        | 3:34  |
| 29.          | Title Demo                         | 1:36  |
| 30.          | Encounter (Akira Chapter)          | 0:21  |
| 31.          | Battle (Akira Chapter)             | 2:00  |
| 32.          | Level Up (Akira Chapter)           | 0:29  |
| 33.          | Boss (Akira Chapter)               | 2:59  |
| 34.          | Old Enemy (Akira Chapter)          | 3:23  |
| 35.          | Ending                             | 2:50  |
| 36.          | Staff Roll                         | 3:13  |
| 37.          | Karukosaka Senior High School Song | 8:18  |
| Total längd: | Total längd:                       | 67:37 |

| 1.           | Title Demo            | 1:03  |
| 2.           | Title                 | 0:31  |
| 3.           | Gym                   | 0:49  |
| 4.           | 3D: Virtual Battler   | 0:39  |
| 5.           | Shop                  | 0:50  |
| 6.           | 3D: Valhalla          | 0:34  |
| 7.           | Neutral               | 1:03  |
| 8.           | 2D: Field             | 0:50  |
| 9.           | Encounter             | 0:32  |
| 10.          | Battle                | 3:14  |
| 11.          | Level Up              | 0:33  |
| 12.          | Memory Recovery       | 0:40  |
| 13.          | 3D: Center            | 3:00  |
| 14.          | Law                   | 1:00  |
| 15.          | Heretic Mansion       | 1:58  |
| 16.          | Demon Fusion          | 0:43  |
| 17.          | 2D: Siren             | 0:43  |
| 18.          | 3D: Underground World | 2:43  |
| 19.          | Mid-Boss Battle       | 1:48  |
| 20.          | Chaos                 | 3:32  |
| 21.          | Casino                | 1:08  |
| 22.          | Terminal Point        | 1:04  |
| 23.          | Disco                 | 2:31  |
| 24.          | 2D: Hell              | 2:17  |
| 25.          | 3D: Hell              | 2:06  |
| 26.          | Heroine               | 1:57  |
| 27.          | Major Boss Battle     | 2:54  |
| 28.          | Game Over             | 2:25  |
| 29.          | Alice                 | 2:40  |
| 30.          | Boss Battle System    | 2:05  |
| 31.          | Kichijoji             | 1:44  |
| 32.          | Harujuku              | 1:44  |
| 33.          | Shibuya               | 1:30  |
| 34.          | Last Boss Battle      | 1:57  |
| Total längd: | Total längd:          | 54:47 |

## Uppföljare
En uppföljare, Shin Megami Tensei II, släpptes till Super Famicom 1994. Den utspelar sig 30 år efter händelserna i Shin Megami Tensei i staden Tokyo Millennium, som byggdes på det gamla Tokyos ruiner. Shin Megami Tensei if..., ett spel som handlar om vad som kunde ha hänt om Tokyo inte hade förgjorts i Shin Megami Tensei, släpptes samma år, även det till Super Famicom. Det utspelar sig i en skolmiljö, och är det första spelet i serien där spelaren kan välja om spelarfiguren ska vara man eller kvinna.

### Fotnoter
1. ↑  I spelet väljer spelaren själv vad hjältarna ska heta, men de ges officiella namn i spelets strategiguide.[5] För enkelhetens skull används namnen från strategiguiden i den här artikeln.